# Anisodes ocularis
Anisodes ocularis là một loài bướm đêm trong họ Geometridae.